# LuaTeX
LuaTeX是作为带有Lua脚本引擎嵌入的pdfTeX版本发起的基于TeX的电脑排版系统。经过一段时间的开发后被pdfTeX小组采纳作为pdfTeX的继任者（本身是eTeX的扩展，后者也生成PDF）。后来在项目中Aleph的功能被包含进去（尤其是多方向排印）。该项目最初由Oriental TeX project资助，由Idris Samawi Hamid、Hans Hagen和Taco Hoekwater发起。

## 项目的开发目的
项目的主要目的是提供一个所有内部部件都可从Lua接入的TeX版本。在打开TeX内部的过程中，许多内部代码被重写。用户（或宏包编写者）无需在TeX中硬编码新特性，而是可以编写自己的扩展。LuaTeX提供对OpenType字体的原生支持。相比于XǝTeX，字体不经过系统自带的库读取，而是通过一个基于FontForge的库。
一个与之相关的项目是MPLib（一个扩展的MetaPost库模块），它给TeX提供了图形引擎。
LuaTeX小组由Taco Hoekwater、Hartmut Henkel和Hans Hagen组成。

## 版本
LuaTeX的第一个公开beta版本在圣迭戈举办的TUG 2007上发布。第一个正式版计划于2009年末发行，而第一个稳定版于2010年发布。2016年9月，1.00版本在ConTeXt 2016期间发布。
截至2010年10月，ConTeXt mark IV和LaTeX都有额外的软件包（如luaotfload、luamplib、luatexbase、luatextra）运用了新的LuaTeX特性。两者都受包含LuaTeX 0.60的TeX Live 2010支持。对plain TeX的特殊支持仍在开发中。

## 延伸阅读
- Manuel Pégourié-Gonnard: A guide to LuaLaTeX （页面存档备份，存于）. 5 May 2013.
- LuaTeX development team: LuaTeX Reference （页面存档备份，存于）. February 2017.